# Orgilus rostratus
Orgilus rostratus är en stekelart som beskrevs av Muesebeck 1970. Orgilus rostratus ingår i släktet Orgilus och familjen bracksteklar. Inga underarter finns listade i Catalogue of Life.